# 2023年パレスチナ・イスラエル戦争がガザ地区の子供達に与えた影響
2023年パレスチナ・イスラエル戦争がガザ地区の子供達に与えた影響（2023ねんパレスチナ・イスラエルせんそうがガザちくのこどもたちにあたえたえいきょう）は、2023年10月7日から現在まで続いている2023年パレスチナ・イスラエル戦争によるガザ地区の子供達に与えた影響を述べる。
結果として、 人口の40％が14歳以下であるガザ地区では、子どもたちが不当に大きな影響を受けている。
2023年12月に南アフリカが国際司法裁判所に提訴したガザ地区におけるジェノサイド条約適用事件の際、イスラエルの戦闘行為がパレスチナ人の子供たちに与える肉体的および精神的影響が陳述と審議の焦点の一つとなった。
2024年6月時点で3万7200人以上の子供が死亡、3万4000人以上が負傷、1500人が手足を失い、1万7000人が親を失ったことが発表されている。
2024年11月8日に国連は「ガザ侵攻で死亡した人の内70パーセントが女性・子供であった」と報告した。
これらの状況を見てパレスチナを支援する団体は「パレスチナ子どもの日」である4月5日に、ガザの子供に対する支援を呼び掛けている。

## 概況

### 戦争の子供への影響
飲水の不足により子供達が深刻な胃腸炎に苦しんでいるとの報告があり、悲惨な人道危機が保健当局や援助団体の間で懸念を引き起こした。戦争の初期にアントニオ・グテーレス国連事務総長は記者団に対し、「ガザ地区は子供たちの墓場になりつつある。毎日数百人の少女や少年が殺されたり負傷したりしていると伝えられている」と警告した。

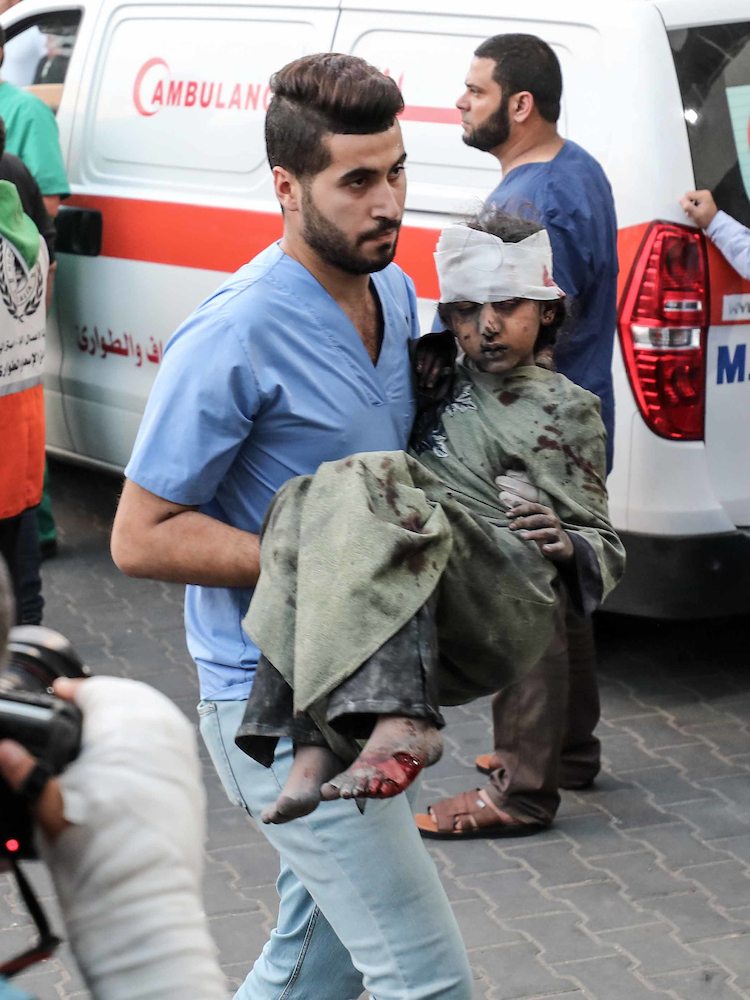
アル・シファ病院で負傷した子供を運ぶ男性

セーブ・ザ・チルドレン、国連児童基金（ユニセフ）、パレスチナ保健当局者らは、子どもたちは永久的な障害、精神的健康上の問題、切断を抱え、数千人が脱水症状、栄養失調、呼吸器疾患、皮膚疾患を経験していると述べた。2024年1月中旬までに、ガザでは推定1万人の子どもが殺害され、さらに数千人が瓦礫の下に埋もれた。ユニセフの事務局次長であるテッド・チャイバンは、ガザ地区の子どもたちの状況はこれまで見た中で「最も恐ろしい」ものだと述べた。 現在進行中の危機は定期的な予防接種にも影響を及ぼし、何千人もの子供たちが危険にさらされており、さらに複雑な課題には、不十分な避難所、適切な冬用コートの不足、子供の精神的健康への心理的負担などが含まれる。
ユニセフのテス・イングラム報道官は、イスラエルの封鎖下にあることから、子供たちはガザ地区から逃げ出すことが出来ず、「監禁」状態にある特異な環境が他地域の紛争と異なり、またその封鎖によって人道支援が行き届かないため、ガザ地区は子どもにとって「世界で最も危険な場所」になっていると指摘した。
他、イスラエル軍による高密度不活性金属爆薬（DIME）搭載の爆弾投下も影響を与えている。DIMEを搭載した爆薬により攻撃に当たった人々は治療が困難な重金属の粉末が体内に残ることとなり、手足の切断が余儀なくされるため、2024年1月7日のセーブ・ザ・チルドレンによる声明時点でガザ地区ではDIMEにより毎日平均10人以上の子供が麻酔なしで手足の切断を余儀なくされており、2024年10月時点で4000人以上の子供が手足の切断を行っている。

### 子供に対する訴訟
イスラエルは軍事法廷で子供に対する訴追も積極的に行っている。最も多いケースは「子供が兵に石を投げた」であり、セーブ・ザ・チルドレンは、刑務所に収容された子供がイスラエル兵による暴力の対象になっているとしている。暴力の結果子供の多くは骨折・投打による傷を負ったり、性暴力の対象となり精神面での被害を受けている。

## 健康
イスラエルは2007年以来、戦前から保健システムが困難に陥り、ガザ地区への食料や医薬品などの物品の搬入を阻止する厳格な陸海封鎖を実施していた。
ハーン・ユーニスのナセル・メディカル・コンプレックスの小児科部長アハメド・アル＝ファラ医師は、戦時中の水不足により、これまで見た中で子供たちの間で「最も深刻な胃腸炎の蔓延」を目の当たりにしていると述べた。 ユニセフ事務局長キャサリン・M・ラッセルは11月15日にガザ地区を視察し、多くの子供たちが医療ケアを受けられていないと述べた。 12月28日、国際連合人道問題調整事務所（UNOCHA）は、ガザ地区の全子供たちの50パーセントが脱水症状、栄養失調、呼吸器疾患、皮膚疾患を経験していると述べた。ユニセフの報告書によると、5歳未満の子供の下痢の症例は10月7日以来約2,000%増加している。フロレンシア・ソト・ニーニョ国連次席報道官は、2023年10月7日から2024年1月4日までにガザ地区で病気が急増し、40万人以上の感染症症例が報告され、その中には約18万人が上気道感染症を患い、13万6,000人以上が下痢を患っていたと述べた。症例の半数は5歳未満の子供にみられている。 
世界保健機関（WHO）が発表した統計によると、ガザ地区での戦争の広範囲にわたる影響により、まだ勤務している医療従事者はわずか約30％だという。ガザ地区南部の病院の切断患者は、医薬品は4日ごとに国境を通ってガザ地区に届くが、それは患者が薬を受け取ることを保証するものではなく、一部の病院では患者は薬と食事の代金を前払いしなければならないと述べた。

### 予防接種
2023年12月中旬にガザ保健省は子供向けのワクチンが不足しており、壊滅的な影響を与えると発表した。UNOCHAの代表者は、同組織が小児用ワクチンの配布に困難を抱えていると述べた。1月29日にユニセフは、16,000人の子供たちが定期予防接種を受けられない危険にさらされていると報告した。

### メンタルヘルス

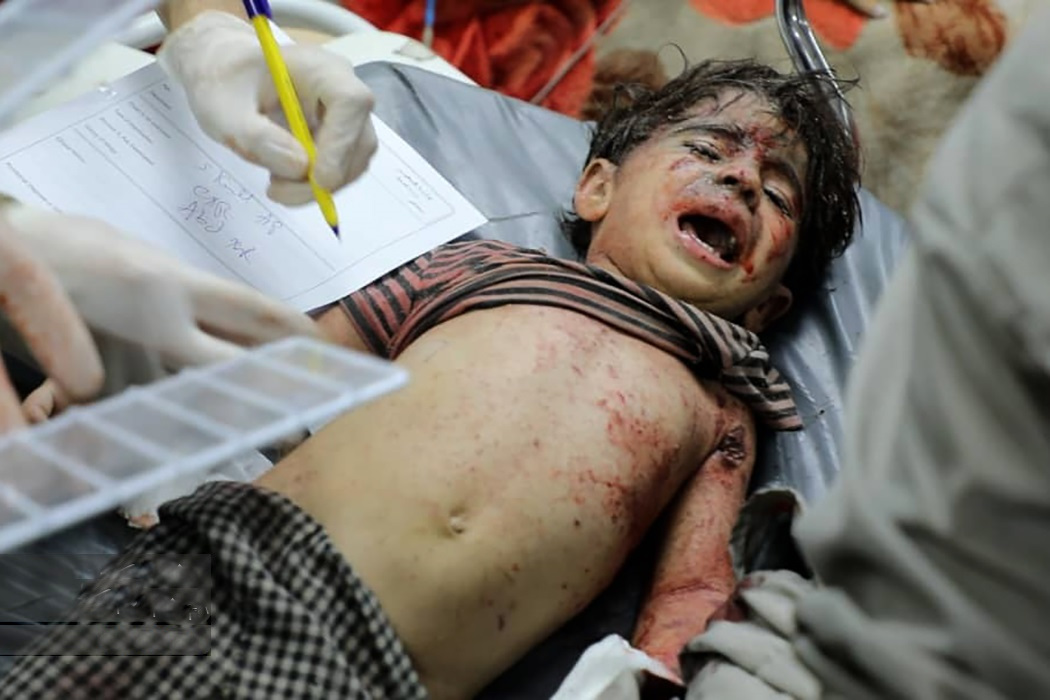
負傷した子供(2023年10月17日撮影)

イスラエルによるガザ地区侵攻前からガザ地区では高レベルの精神的苦痛や精神疾患を経験した子どもたちが多数存在し、2011年の調査ではパレスチナ人の子どものPTSD率は23〜70％であることが判明した。一方、ユニセフの調査では2021年、ガザ地区の子どもの3人に1人が紛争関連のトラウマのケアを必要としていることが判明した。 セーブ・ザ・チルドレンは、ガザ地区、ヨルダン川西岸地区、およびイスラエルの子どもたちの間で精神的健康上の問題が深刻な兆候を示していると報告した。セーブ・ザ・チルドレンの人道政策責任者は、戦争が子どもたちの精神的健康に及ぼす影響について説明し、戦争が「飢えを引き起こし、あらゆる安全と安心感を奪った」と述べた。 2024年2月2日、ユニセフは100万人の子供、またはガザ地区のほぼすべての子供が精神衛生上のサポートを必要としていると報告した。
ビルゼイト大学のモハメッド・ブリギース教授は、戦争が子どもたちに及ぼす心理的影響について警告し、「ガザ地区の子どもたちは、心理的外傷の過程と確実な死の間のどこかで生きている」と述べた。ラファへ避難中にイスラエル軍の空爆で近親者全員を殺された5歳の少年は、祖母から「今までとは全く違う」と言われ、ショックを受け、あまり話さず、どんなことにも怯えていたと伝えられている。ラファの親たちは、絶え間なく響く爆撃音に耐えられるよう、子供たちに鳴き鳥を購入した。 2月21日、ノルウェー難民問題評議会)議長は、ガザ地区のすべての子供たちは戦争によるトラウマに苦しむ可能性が高いと警告した。
2024年2月23日に 国境なき医師団（MSF）インターナショナルのクリストファー・ロックイヤー事務局長は、国際連合安全保障理事会に招かれ、ガザ地区の状況陳述を行った。そして「精神的な傷害により、5歳の子供たちが死にたいと語るようになった」と報告した。

### 低体温症
2024年1月16日に医師らは飢餓で衰弱した子供たちが低体温症で死亡していると発表した。アクションエイドのコーディネーターは1月27日、新しい商品の持ち込みが妨げられ、冬用のコートを着ていない子供たちが冬の寒さと降雨に苦しんでいると述べた。アルジャジーラの特派員は、寒くて泥だらけのテントの中で寝ている子供たちを目撃したと報告した。ある父親は2024年2月2日のインタビューで、「とても寒い。私の子供たちでさえ無理だ。毛布1～2枚では全く足りない。私には生まれたばかりの赤ちゃんがいる。この子は毎日病気になるのではないかと心配している」と述べた。ラファの子供たちは、寒さをしのぐために、新型コロナウイルス感染症のパンデミックで残った個人用保護具を着ていた。デイル・アル＝バラフでは、子供たちが暖をとるために本を燃やした。

## 戦争孤児
2024年5月15日、CNNは、両親が殺害されながらも自身は負傷しながらも生き残った子供が、怪我の痛みと不安で泣きながら母親を探すなか、救急隊員や医療関係者たちはそのよう子供に両親の死を伝えられずに苦慮しているガザ地区の窮状を報じた。この時点での戦争孤児は約2万人に上ると推定されていた。

### 生き残った家族のいない負傷した子供 (WCNSF)
ガザ地区の医療関係者や、救急隊員の間では、「WCNSF」というアクロニムが頻繁に使用された。「wounded child, no surviving family（生き残った家族のいない負傷した子供）」の頭文字を取ったもので、ガザ地区特有の略語であった。
南アフリカ共和国が国際司法裁判所にジェノサイド条約違反の疑いでイスラエルを提訴した際、南アフリカ弁護団の1人、ブリン・ニ・グラーレー弁護士は口頭弁論の際、ガザ地区を襲った砲爆撃はウクライナよりもさらに激しく、多世代家族全体が「抹殺」され、生き残る家族や親族がいない「WCNSF」たちが生まれる状況を指摘した。
自宅から避難した人たちが、親族や親戚の家に身を寄せ、一軒の家屋に多くの近親者が滞在している状況で、そこが空爆されることで多世代家族や一族全員が一度に亡くなる背景があった。
また、ユニセフのコミュニケーション・マネージャーであるリカルド・ピレスによると、戦闘の激しさと、刻々と変化する戦況によって、現地と連絡を取り「WCNSF」たちの身元確認や登録することは時間がかかり、彼らの正確な人数を集計ことは困難な上、避難所や病院が「混乱と過密」状態のため、戦争孤児たちを安全な場所へ保護するのはほぼ不可能だと述べた。同様に、孤児たちを「親族と再会させる通常のシステムはほとんど機能していない」と説明した。

## 『子どもと武力紛争 』年次報告書における「子どもの人権侵害国」指定
国連事務総長が、国連安全保障理事会に対して毎年提出する『子どもと武力紛争』に関する年次報告書に添付される、「どの国の、どの紛争当事者が子どもたちに対し侵害を行っているか」を表す紛争当事者リストにおいて、2024年6月中旬発表予定の23年度の報告書にイスラエルが子供の権利を著しく侵害した国として指定される事が報告書発表前に判明した。この添付リストは通称「恥のリスト」と呼ばれ、
1. 子どもの軍への徴兵と利用
2. 子どもの殺害と傷害行為
3. 子どもに対する性的暴力、及びその他の性的暴力
4. 子どもたちの拉致及び誘拐
5. 学校や病院に対する攻撃や脅かす行為
6. 子どもたちに対する人道支援へのアクセスの妨害や拒否

という、6つの形態の子どもの権利の重大な侵害行為を行った紛争当事者の国や組織がリストされ、侵害を停止すればリストから外され、侵害行為を続ければ制裁が科せられる可能性に繋がるなど、子どもたちを侵害から保護する手段としての役割を持っている。セーブ・ザ・チルドレンは、ガザ地区での戦争が勃発する以前の2023年9月18日の時点で、ヨルダン川西岸地区において、記録を取り始めて以来2023年はすでに最悪のペースでパレスチナ人の子どもたちがイスラエルによって殺害されたことを報告しており、また国連は同戦争が始まって以来、2024年4月30日の時点で記録された身元が完全に確認されたガザ地区の子ども7,797人が殺害されたことを報告していた。
2024年6月13日にこの年次報告書は発表され、イスラエルは初めて「子どもの人権侵害国」として指定された。国連が確認できた2023年度に同国が子供の人権を侵害した事例は5,698件に及び、更に2,051件を検証中だとした。6つの形態の侵害のうち殺害に限ると、同年10月から12月の短期間にガザ地区やヨルダン川西岸地区で国連が確認できただけでもパレスチナ人の子供は2,267人殺害されていた。
2024年6月、ユニセフ事務局次長のテッド・チャイバンは国連安保理の「子どもと武力紛争」に関する公開討論会において、ガザ地区の子供に対する人権侵害について、批判を行った。6月17日にはユニセフ中東地域代表は「子どもに対する戦争だ」とコメントをした。